# 波利亞內 (特諾皮爾州)
49°52′16″N 25°40′8″E / 49.87111°N 25.66889°E
波利亞尼（羅馬化：Poliany）是烏克蘭的村落，位於該國西部捷爾諾波爾州，由克列梅涅茨區負責管轄，面積0.1平方公里，2015年人口125，人口密度每平方公里1,225.5人。